# 多治比三上
多治比 三上（たじひ の みかみ、生没年不詳）は、奈良時代の貴族。官位は従五位上・左衛士佐。

## 経歴
光仁朝の宝亀7年（776年）正月に従五位下に叙爵された後、検税使として南海道に派遣され、同年3月に長門守に任官した。
天応元年（781年）4月に左兵庫の武器が自然に鳴り、その音は大石を大地に投げつけたほど大きかった、という事件が発生し、光仁天皇が不予（病気）になったため、散位・多治比三上は伊勢国に、伯耆守・大伴継人は美濃国に、兵部少輔・藤原菅継は越前国に派遣され、固関が行われた。ほどなくして、天皇は皇太子・山部親王（桓武天皇）に譲位している。
天応元年（781年）10月に左京亮に任ぜられるが、翌天応2年（782年）閏正月に氷上川継の謀反が発覚すると、逃走した川継を捕縛するために再度固関が行われる。この際、三上は左京亮を兄弟の多治比浜成に交替し、伊勢老人の後任の主馬頭に任じられた（氷上川継の乱）。同年8月に大伴弟麻呂の後任の左衛士佐に任じられ、延暦2年（783年）従五位上に至る。

## 官歴
注記のないものは『続日本紀』による。
- 時期不詳：正六位上
- 宝亀7年（776年） 正月7日：従五位下。同月19日：南海道検税使。3月5日：長門守
- 時期不詳：散位
- 天応元年（781年） 4月1日：固関使（伊勢国）。10月4日：左京亮
- 天応2年（782年） 閏正月11日：主馬頭。8月25日：左衛士佐
- 延暦2年（783年） 5月13日：従五位上